# Группа советских военных специалистов в Анголе
Группа советских (российских) военных специалистов в Анголе  — соединение Вооружённых сил СССР , дислоцировавшееся на территории Анголы в повышенной степени боевой готовности.
Штаб-квартира  —  город Луанда,  на территории советской военной миссии.

## История
В результате войны между Португалией и рядом военно-политических группировок португальской колонии Анголы, выступавших за независимость страны в январе 1975 года Ангола получила независимость от Португалии.Основными ангольскими партизанскими группировками были МПЛА, ФНЛА и УНИТА. Глубокие противоречия между ангольскими группировками привели к тому, что уже в середине 1975 года в стране началась гражданская война. После подписания в январе 1975 г. в Португалии соглашения о признании независимости Анголы обстановка в стране стала критической. В сентябре начались ожесточенные бои между отрядами МПЛА, ФНЛА и УНИТА за контроль над столицей.
Советские военные специалисты прибыли Анголу сразу после ее начала: с просьбой о поддержке к СССР обратилась одна из них — МПЛА, объявившая о социалистическом курсе развития страны и провозгласившая создание Народной Республики Ангола. Странами практически сразу было подписано соглашение об использовании  военной инфраструктуры Анголы в советских военных интересах. Таким образом, СССР получил оперативные военно-морские и авиационные базы на юге Африки, а Ангола — помощь оружием и боевой техникой, а также военными специалистами, которые занимались прежде всего подготовкой и формированием наиболее боеспособных частей ангольской армии.
В Луанду прибыла первая группа советских военных специалистов, насчитывавшая (вместе с переводчиками) около 40 человек, которым была поставлена задача оказать помощь в подготовке вооруженных сил НРА. Группа  под командованием полковника Василия Трофименко — прибыла в Луанду через Конго 16 ноября 1975 года. В нее входили специалисты по применению различной боевой техники, в том числе переносных зенитных ракетных комплексов "Стрела-2", связисты и военные переводчики. Совместно с кубинскими военными им удалось организовать в Луанде несколько учебных центров, где началась подготовка местных военных кадров. Одновременно воздушными и морскими путями из СССР, Югославии и ГДР в Луанду направлялись боевая техника,вооружение, снаряжение, продовольствие и медикаменты. Военное имущество доставлялось и самолетами военно-транспортной авиации. К ангольским берегам прибыли также боевые корабли ВМФ СССР, включая большие десантные корабли с подразделениями морской пехоты.
В общей сложности за 16 лет официального военно-технического сотрудничества между СССР и Анголой в этой африканской стране побывали около 11 тысяч советских военнослужащих, в том числе 107 генералов и адмиралов, 7211 офицеров, более 3,5 тысячи прапорщиков, мичманов, рядовых, а также рабочих и служащих армии и флота. По официальным данным, 54 человека из них, в том числе 45 офицеров, пять прапорщиков, два солдата срочной службы и двое служащих погибли или умерли.

## Деятельность
Советские военные советники и специалисты обучали ангольских военнослужащих планированию и ведению боя в наступлении и обороне, грамотной организации сопровождения колонн с грузами, установке и снятию минных полей, ведению разведки, обслуживанию боевой техники. Также   советские специалисты оказывали помощь в ремонте и обслуживании советской военной техники. Многие советники зачастую становились как бы вторым, резервным номером расчёта при ангольских командирах и начальниках, их своеобразной «тенью», а при выходе на совместные с ангольцами боевые операции им приходилось брать в руки автоматы и пулемёты, садиться за штурвалы боевых машин пехоты и рычаги танков, за пульты управления огнём ракетных и зенитных установок.
Огромную помощь оказывали и лётчики ВВС. Советские военно-транспортные самолёты Ан-12 и Ил-76, входившие в состав авиаотряда главного военного советника в Анголе, в период с 1976 по 1990 год составляли главную «ударную силу» транспортной авиации Народной Республики Ангола. Они не только обеспечивали перевозку личного состава советской военной миссии, но и выполняли значительную часть объёма транспортных перевозок для правительственной армии Анголы (ФАПЛА) и кубинцев. В течение 1975-1990 гг. аэродром в Луанде (ВПП использовались как военными, так и гражданскими воздушными судами) служил пунктом базирования советских дальних стратегических самолетов-разведчиков Ту-95РЦ из состава 392-го Отдельного дальнеразведывательного авиационного полка (ОДРАП) Краснознаменного Северного Флота. В 70–80-х годах XX в. самолеты Ту‑95РЦ совершали регулярные разведывательные полеты над Атлантикой, используя для промежуточных посадок аэродромы Гаваны, Конакри и Луанды.
Особая миссия возлагалась на моряков Военно-морского флота. Корабли советского ВМФ у берегов Анголы не только выполняли задачи боевой службы в интересах своих Вооружённых сил, но и охраняли советский гражданский флот, сопровождали крупнотоннажные транспорты с важными грузами и с военным имуществом, направлявшиеся из СССР и Кубы в Анголу и другие страны. Кроме того, советские военные моряки у берегов Анголы имели задачу поддержки правительства МПЛА при возникновении критической ситуации и эвакуации советской колонии в случае опасности. В 1975—1976 гг. корабли советского ВМФ осуществляли сопровождение и охрану советских и кубинских судов, которые перебрасывали в Анголу войска Кубы и боевую технику для помощи движению МПЛА и правительству Анголы в отражении агрессии ЮАР и Заира (кубинская операция «Карлотта»). Всем советским экипажам ставилась задача по ведению противодиверсионной борьбы, охране и обороне рыболовного флота СССР как на переходе морем и при промысле в открытом океане, так и на стоянках в портах Анголы. На базе Народного военно-морского флота Анголы (так до 1994 г. назывался ВМФ) с 1975 по 1990 гг. базировались корабли и вспомогательные суда 30-й оперативной бригады ВМФ СССР. Постоянно базировалась плавмастерская (ПМ) и 2-3 боевых корабля, танкер. На базе много памятных мест, связанных с пребыванием там советских и российских моряков. 30-я бригада – оперативное соединение советского ВМФ со штатным командованием, созданное в 70–80 гг. XX в. из состава группировки надводных кораблей, подводных лодок и вспомогательных судов Северного, Балтийского и Черноморского флотов, несших боевую службу в Южной Атлантике. Для обеспечения деятельности бригады в Луанде был создан 877-й Пункт материально-технического обеспечения (в/ч п/п 56127) с подразделениями на ангольских базах ВМФ и ВВС. Ежегодно ПМТО в Луанде обеспечивал до 20 заходов надводных кораблей и судов обеспечения, до 2–3 заходов подводных лодок (в том числе и атомных). Штаб 30-й бригады, так же как и штаб 5-й оперативной эскадры (опэск), базировался в Средиземном море на кораблях, которые входили в оперативное подчинение 30-й бригады на период боевой службы. 30-я бригада напрямую подчинялась ГШ ВМФ СССР.

## Главные военные советники
- полковник Трофименко В.Г. ( с 16 ноября 1975 года по март 1976 года)
- генерал-майор Пономаренко И.Ф ( с марта 1976 года по май 1978 года)
- генерал-лейтенант Шахнович В.В С 13 ноября 1977 по 31 декабря 1980 года)
- генерал-лейтенант Петровский Г.С (с 14.12.1980 г. по 11.03.1982 года)
- генерал-лейтенант Курочкин К.Я (с 11 мая 1982 года по 2 июля 1985 года)
- генерал-лейтенант Кузьменко Л.Г (1985—1987 гг.)
- генерал-лейтенант Гусев П.И. (01 февраля 1987 по 06 июня 1990 года)
- генерал-майор Суродеев С.А. (с апреля по ноябрь 1990 года)
- генерал-лейтенант Гусев П.И. (01 февраля 1987 по 06 июня 1990 года)
- генерал-лейтенант Беляев В.Н. (с 10 марта 1988 г. по 3 февраля 1991 г.)(исполняющий обязаности. первый заместитель главного военного советника)[4]
- генерал-лейтенант Лебедев В.М. (с 27.01.1991 г. по 11.05.1993 г)(Главный военный консультант Министерства обороны Анголы)[5]

## Память
- 6 ноября в России отмечают День Ветеранов Анголы. Праздник учрежден по инициативе общественной организации «Союз ветеранов Анголы», впервые торжественные мероприятия состоялись в 2008 году.[6][7]
- в 2019 году  в  Луанде открыли памятник воинам, исполнявшим интернациональный долг в Анголе.[8]